# Noctourniquet
Noctourniquet es el sexto álbum de estudio de la banda estadounidense de rock progresivo The Mars Volta, publicado el 26 de marzo de 2012 por Warner Bros.. Producido por Omar Rodríguez-López, es el primer álbum de la banda con el baterista Deantoni Parks, como también el primero en no incluir las contribuciones en teclados de Isaiah "Ikey" Owens y en guitarras de John Frusciante.
El álbum fue el número 1 en la lista de Los Mejores Álbumes de 2012 en la revista virtual Sound & Vision México.

## Grabación y trasfondo
Gran parte de Noctourniquet se grabó en 2009, poco después de que la banda terminó de mezclar el álbum anterior, Octahedron. El argumento, sin embargo, estaba por escibirse entre el compositor/guitarrista Omar Rodríguez-López y el vocalista y letrista Cedric Bixler Zavala, esto le dio lugar a las contribuciones de Bixler Zavala teniendo un máximo de dos años y medio para completarlo. Rodríguez-López ha señalado, "él y yo tenemos muy pocos argumentos después de veinte años de ser amigos, no se que tipo se metió en este argumento. sintió que él ha estado tratando mantenerse al día con el ritmo en todos estos años, y no es natural para él, no creía que teníamos que sacar un disco cada año, quería tomarse su tiempo con él, y no me gustaría estar encima de él como yo normalmente soy. [ ... ] así que le dije que sí, bueno, tienes la grabación en tus manos. Cuando esté listo, llamamé y vamos a hacerlo. Y un año pasó, dos años pasaron, y en cierto modo me empezaron a decirle así , espera un minuto [ ... ] era sólo un registro extraño para mí que estoy acostumbrado a tomar lo que digo siempre son instantáneas en donde estoy, y esto es más como un largo e interminable algo... "
Posteriormente, Rodríguez-López regresó al estudio , con el bajista Juan Alderete , antes de mezclar del álbum, añadió overdubs de guitarra y bajo adicionales. En cuanto a su regreso al estudio, Alderete declaró: "[ Omar ] no estaba contento en haber tomado el álbum en tanto tiempo, fue sólo un poco quemado en él. Es difícil verlo trabajar en algo que creó hace tres años y luego volver a ello de nuevo, era difícil para mí sentirme bien al ser cortante porque él sentado allí, no quería estar allí. Omar es un hombre que está trabajando en las cosas que están más allá de cualquier cosa que estamos haciendo ahora".
En cuanto a las contribuciones con el baterista Deantoni Parks, Rodríguez -López señaló : "El tipo de acaba con todos los clichés que he llegado a aceptar lo largo de los años con baterías . [ ... ] Le di una forma más de libertad de lo que habría dado a cualquier otro baterista, y todavía me siento como si no fuera suficiente [ ... ] he tenido que luchar con los bateristas, luchar con los músicos, para hacerles entender mi técnica, [pero] creo que no hizo más de dos tomas en nada, y por lo general tomaba su primera toma. Si lo hiciéramos más que eso, sería simplemente para mi propio disfrute, porque yo estaba tan impresionado por lo que estaba escuchando". 
En cuanto a la falta en el estudio de John Frusciante, Rodríguez -López declaró: " John está en un lugar diferente en estos momentos. Está en un lugar donde no podía importar menos poner las cosas fuera, de algo es un producto. El vive con diferentes normas en este momento y con una filosofía diferente, por lo que no quiere ser parte del todo lo que él sabe que va a terminar siendo un producto, y una grabación de The Mars Volta definitivamente termina siendo un producto."

## Escritura y composición
El vocalista y letrista Cedric Bixler-Zavala señaló que el título del álbum surgió de una historia que estaba escribiendo, titulado "The Boy With the Voice in His Knives" El niño con la voz en sus cuchillos. También mencionó en su canal de YouTube que podría liberar la historia en forma de novela gráfica, con el arte aportado por el artista visual Zeque Penya; los planes, sin embargo nunca se llevaron a cabo.
En cuanto a la estética de Noctourniquet, Rodríguez -López señaló: " Para mí, fue sin duda mantener las cosas concisas. Al principio, tenía una regla en la que iba a tocar solo cuatro notas por canción, pero la olvidé después de un tiempo. Fue definitivamente sobre la limitación de la guitarra, y sólo tomando todas esas partes y la organización de ellos para otros instrumentos, principalmente el teclado".
Rodríguez-López describió el álbum como "el fin de una era", en términos de cómo se dictan las contribuciones de grabación a sus compañeros de la banda. En el momento del lanzamiento del álbum, el bajista Juan Alderete señaló, "Grabamos mucho del álbum hace tres o cuatro años , así que es difícil para mí recordar todo. No es como si hubiera estado un montón de tiempo en el estudio, Omar se sentaba y quería acabar con el de una vez".

## Lista de canciones
- Todas las letras escritas por Cedric Bixler-Zavala, toda la música compuesta por Omar Rodríguez-López.

| N.º   | Título                                 | Duración |  |
| 1.    | «The Whip Hand»                        | 4:49     |  |
| 2.    | «Aegis»                                | 5:11     |  |
| 3.    | «Dyslexicon»                           | 4:22     |  |
| 4.    | «Empty Vessels Make the Loudest Sound» | 6:43     |  |
| 5.    | «The Malkin Jewel»                     | 4:44     |  |
| 6.    | «Lapochka»                             | 4:16     |  |
| 7.    | «In Absentia»                          | 7:26     |  |
| 8.    | «Imago»                                | 3:58     |  |
| 9.    | «Molochwalker»                         | 3:33     |  |
| 10.   | «Trinkets Pale of Moon»                | 4:25     |  |
| 11.   | «Vedamalady»                           | 3:54     |  |
| 12.   | «Noctourniquet»                        | 5:39     |  |
| 13.   | «Zed and Two Naughts»                  | 5:36     |  |
| 64:31 |                                        |          |  |

| Pista adicional japonesa |                           |          |  |
| N.º                      | Título                    | Duración |  |
| 14.                      | «The Malkin Jewel» (live) | 5:08     |  |

## Personal

### The Mars Volta
- Omar Rodríguez-López – tambores trompetas pandero, triángulo, claves, guitarra, teclados, sintetizadores, bajo, dirección, arreglos
- Cedric Bixler-Zavala – voz, letras
- Juan Alderete – bajo eléctrico
- Deantoni Parks – batería
- Marcel Rodríguez-López (aunque figure en los créditos, no toca en el álbum)[11]

### Personal técnico
- Omar Rodríguez-López – productor
- Lars Stalfors – ingeniero de grabación, mezcla
- Isaiah Abolin – ingeniero de grabación
- Heba Kadry – mastering

### Artwork
- Sonny Kay – arte de tapa y diseño.

- Lulo Pelon Garcia - Kapo ToTal